# Sun City, North West
 Pentru alte sensuri vezi Sun City.

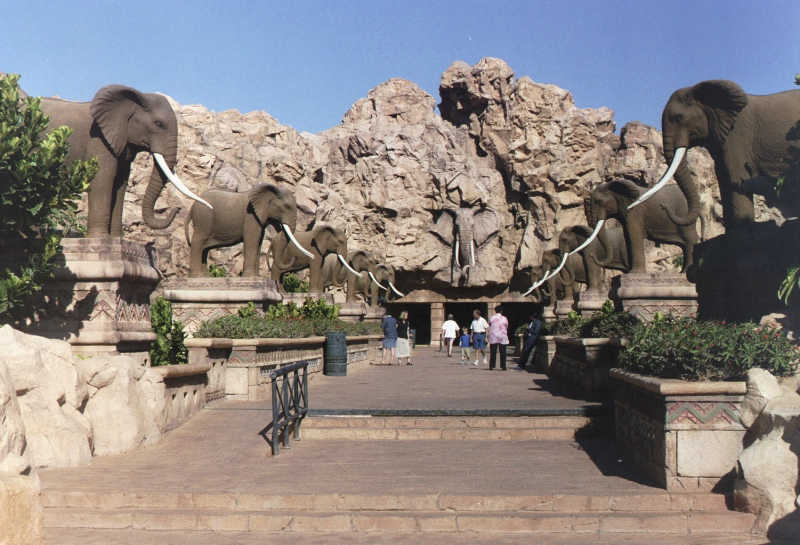
Sun City, North West

Sun City este un complex luxos destinat odihnei și distracțiilor, situat în Provincia North West, Africa de Sud. Complexul este înconjurat în parte de o regiune muntoasă, dar și de o regiune de savană cu tufișuri spinoase. În imediata apropiere se află Parcul Național  Pilanesberg (55.000 ha) care este o regiune cu o floră și faună bogată vizitată de turiști, regiunea fiind scutită de malarie. 
Sun City se află la circa 150 km nord-vest de Johannesburg și Pretoria, două din cele patru capitale ale Africii de Sud. În componența sa se găsesc grădini botanice, parcuri cu animale, multiple terenuri de golf renumite, cazinouri, hoteluri selecte, numeroase baruri și restaurante, săli de spectacole, precum și alte facilități turistice.